# Chemin de Gabardie
Le chemin de Gabardie (en occitan : camin de Gabardia) est une voie publique de Toulouse, chef-lieu de la région Occitanie, dans le Midi de la France.

## Situation et accès

### Description
Le chemin de Gabardie est une voie publique. Il traverse le quartier de Gramont, dans le secteur 4 - Est.
Il naît perpendiculairement à la route d'Agde, à la limite de la commune de Balma et au carrefour de la rue de Saint-Jean, qu'elle prolonge au nord. La première partie du chemin, jusqu'aux rues André-Vasseur et Paule-Raymondis, est relativement rectiligne et orientée au nord. En traversant la zone d'activité de Gramont, le chemin de Gabardie donne naissance à droite successivement à la rue Henri-Jansou au niveau du rond-point Abdelatif-Rafik-Andy-Fila, puis à la rue Théron-de-Montaugé. Il franchit ensuite les voies de la ligne de chemin de fer de Brive-la-Gaillarde par un passage à niveau, puis les voies de l'autoroute du Pastel (A68) par une trémie. La chaussée compte, entre la route d'Agde et le rond-point Abdelatif-Rafik-Andy-Fila, deux voies de circulation automobile dans chaque sens puis, jusqu'à la rue André-Vasseur, une seule voie de circulation dans chaque sens. Elle est de plus longée de chaque côté par une piste cyclable. 
Le chemin de Gabardie, dans sa deuxième partie, entre la rue André-Vasseur et la passerelle du Lac, prend un caractère plus rural. Il ne compte plus qu'une seule voie de circulation à double-sens, bordée de fossés, sans aménagements piétonniers ni cyclables. Il reste cependant considérée comme une zone 30 et la vitesse y reste limitée à 30 km/h.
Le chemin de Gabardie est utilisé, entre les no 239 et 147, par le sentier de grande randonnée 46 (GR 46), qui va de Tours à Toulouse. Il est prolongé, à l'ouest, par le chemin qui longe le cours de la Sausse jusqu'à la confluence de l'Hers et, à l'est, par le chemin qui longe le cours de la Sausse en remontant vers L'Union.

### Voies rencontrées
Le chemin de Gabardie rencontre les voies suivantes, dans l'ordre des numéros croissants (« g » indique que la rue se situe à gauche, « d » à droite) :
1. Route d'Agde
2. Rond-point Abdelatif-Rafik-Andy-Fila
3. Rue Henri-Jansou (d)
4. Rue Théron-de-Montaugé (d)
5. Rue Théron-de-Montaugé (d)
6. Rue André-Vasseur (g)
7. Rue Paule-Raymondis (d)
8. Passerelle du Lac - accès piéton (g)
9. Rond-point Émile-Joseph-Fournier
10. Impasse Marthe-Condat (g)
11. Rue Paule-Raymondis (d)

### Transports

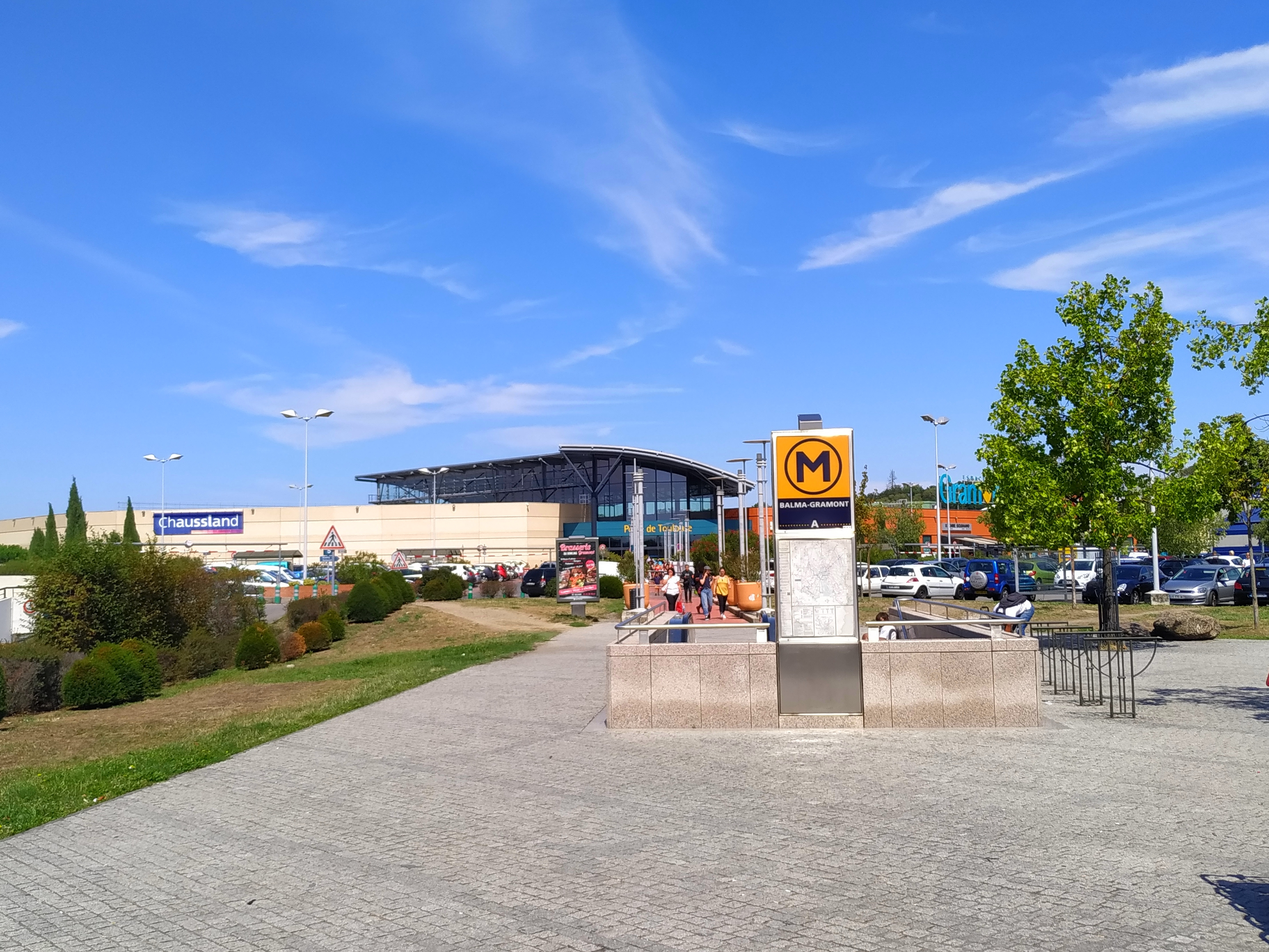
L'entrée de la station Balma – Gramont du côté de l'Espace Gramont.

Le chemin de Gabardie n'est pas directement desservi par les transports en commun Tisséo. Il aboutit cependant, au sud, à la route d'Agde, où se trouvent la station Balma – Gramont, sur la ligne de métro , ainsi que la gare routière du même nom, fréquentée par les lignes de bus 205168728384101102103.
La même gare routière est utilisée par le service de transport régional LiO : ainsi, les autocars des lignes 304353376381 y ont leur terminus.
La station de vélos en libre-service VélôToulouse la plus proche se trouve à proximité de la station de métro : la station no 285 (rue Saint-Jean).

## Odonymie
Le chemin de Gabardie porte le nom d'un domaine qu'il traversait, et qui lui venait d'un de ses propriétaires, un certain Gabardy, au XVIe siècle. Le pré de Gabardy se trouvait près du gué qui permettait de franchir la Sausse, à la limite de l'Union.

## Patrimoine et lieux d'intérêt

### Patrimoine rural
- no  127 : ferme. 
La ferme maraîchère, construite dans la deuxième moitié du XIXe siècle, est bâtie en assises alternées de brique et de galets. Elle est disposée perpendiculairement au chemin de Gabardie, en léger retrait. Elle développe sa façade sur cinq travées et s'élève sur deux niveaux séparés par un cordon. L'étage de comble à surcroît est percé d'ouvertures en losange. L'élévation est couronnée par une corniche moulurée[2].

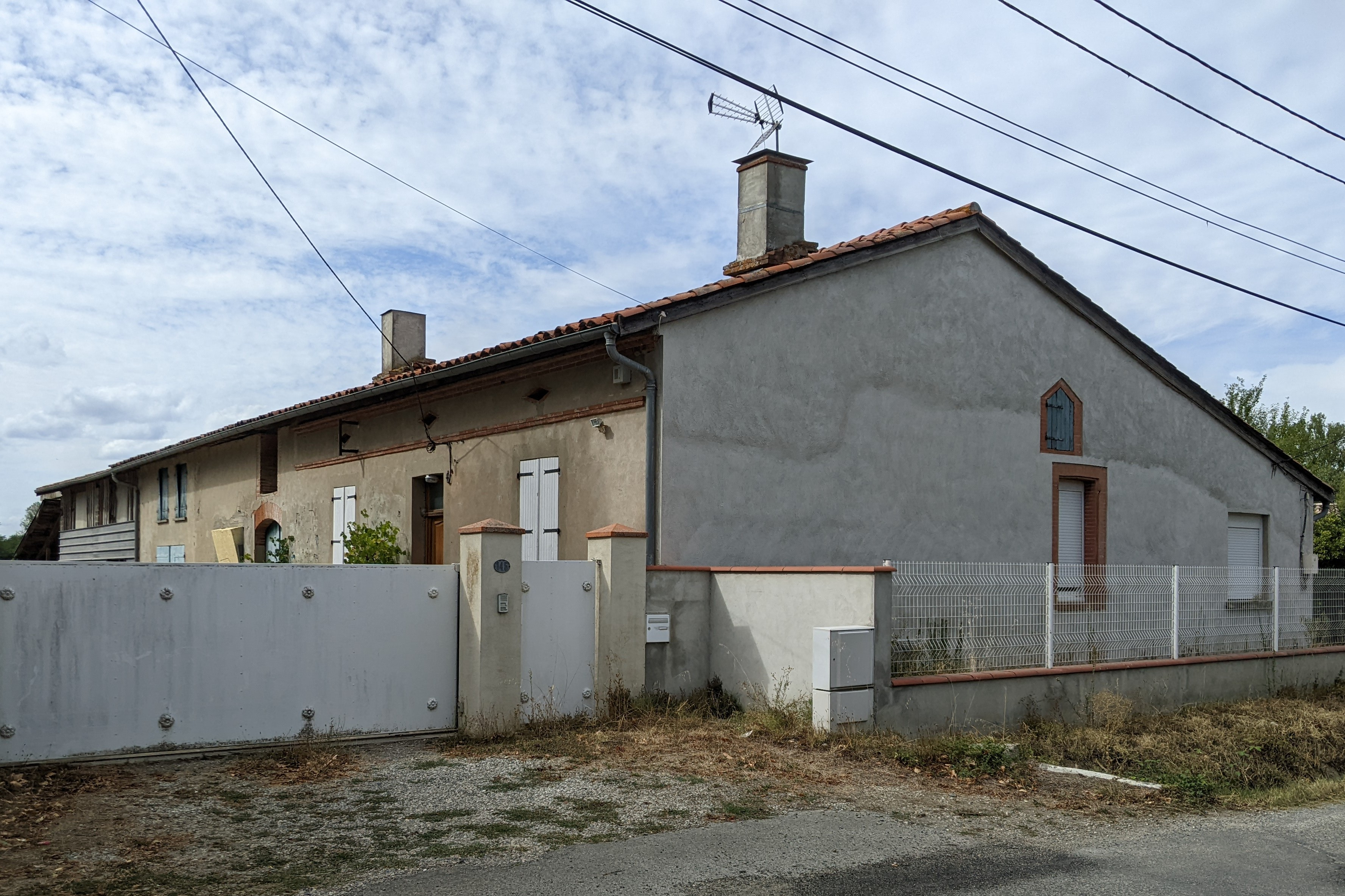
no 145 : ancienne ferme maraîchère.

- no  145 : ferme. 
La ferme maraîchère, construite dans la deuxième moitié du XIXe siècle, est bâtie en brique. Elle est disposée perpendiculairement au chemin de Gabardie, en léger retrait. Le logis développe sa façade sur trois travées et deux niveaux séparés par un cordon. L'étage de comble à surcroît est percé d'ouvertures en losange. L'ancienne partie agricole, qui s'élève dans le prolongement, est ouvert par une grande porte cochère et, à l'étage, par une large fenêtre rectangulaire[3].

- no  174 : ferme (deuxième moitié du XIXe siècle)[4].

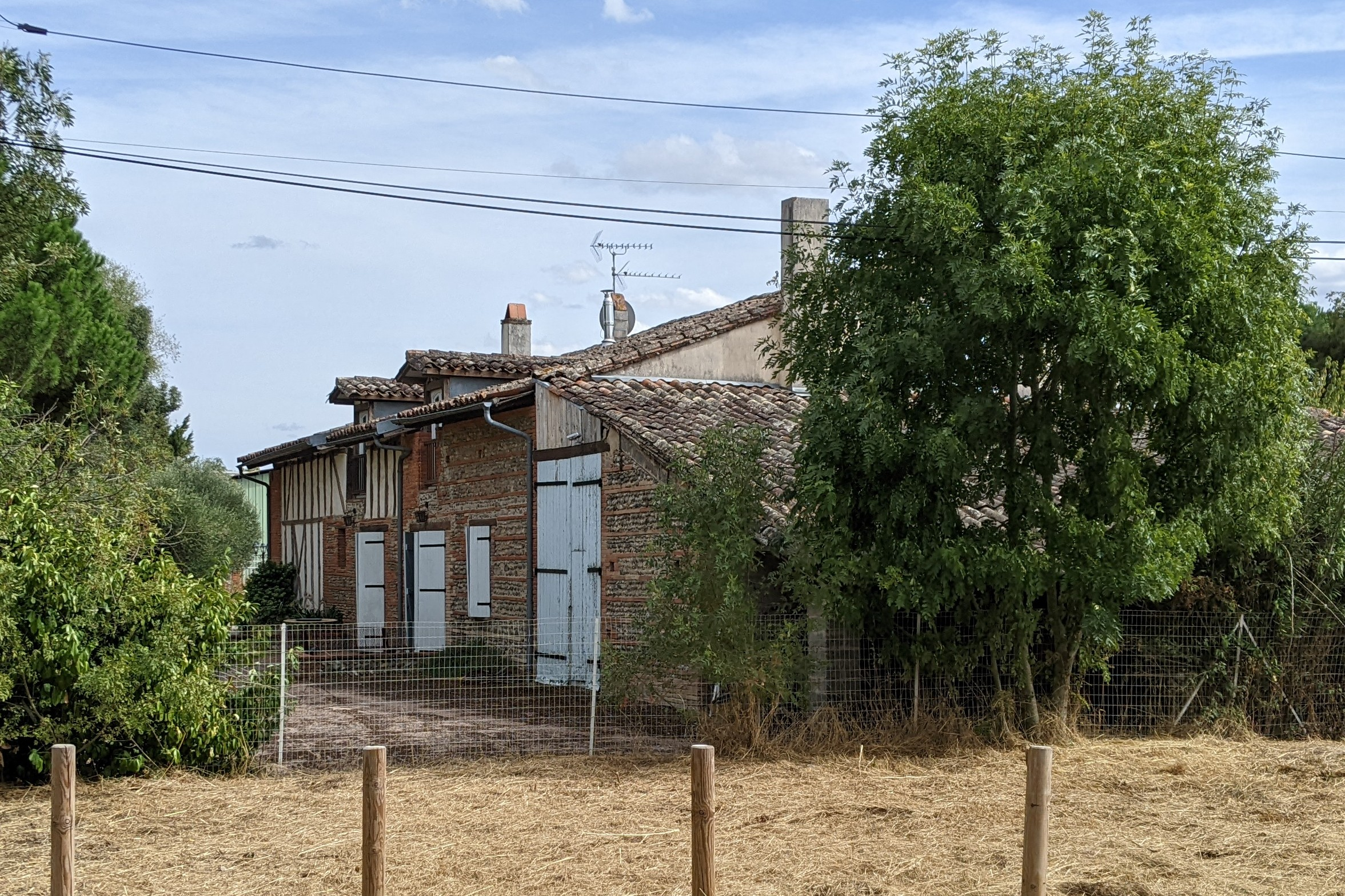
no 196 : ancienne ferme maraîchère.

- no  196 : ferme. 
La ferme maraîchère, construite dans la deuxième moitié du XIXe siècle, est bâtie en assises alternées de brique et de galets. Elle est disposée en léger retrait par rapport au chemin de Gabardie. Elle développe sa façade sur huit travées et deux niveaux séparés par un cordon. L'étage de comble à surcroît est percé d'ouvertures en losange[5].

- no  256 : ferme (deuxième moitié du XIXe siècle)[6].
- no  260 : ferme (deuxième moitié du XIXe siècle)[7].

### Quartier Pradère
Le quartier Pradère, d'une superficie de 25 hectares, est créé en 1957, à la suite de la fermeture des ateliers de l'Arsenal, voués à la démolition (emplacement de l'actuel site de l'Arsenal de l'université Toulouse-I-Capitole, no 1 rue du Doyen-Gabriel-Marty). Il accueille des unités de l'établissement régional du matériel (ERM) de Toulouse, devenu par la suite le 3e régiment du matériel (3e RMAT). Le quartier est nommé en l'honneur général de division Louis Pradère, directeur central du Matériel entre 1944 et 1949.
En 2005, le quartier Pradère accueille le 4e groupement logistique du commissariat de l'Armée de terre (4e GLCAT), soit 850 personnes, provoquant le départ de la 2e compagnie de maintenance mobilité (2e CMM) pour Muret entre 2007 et 2008. Le 4e GLCAT était dévolu au soutien des personnels en opérations extérieures. En 2011, lorsque les derniers GLCAT sont dissous, il devient le régiment de soutien du combattant (RSC), au sein du commandement de la logistique. Enfin, en 2018, il est adapté et transformé en régiment à vocation parachutiste pour devenir le 14e régiment d'infanterie et de soutien logistique parachutiste (14e RISLP).

### Espace Gramont
Le centre commercial Gramont est le plus ancien hypermarché de Toulouse et de son agglomération. Il est construit en 1969 par l'architecte Fabien Castaing de l'Atelier des architectes associés (3A), pour abriter un supermarché, d'environ 8 000 m², propriété de l'entreprise de grande distribution Suma, puis, à partir de 1972, de Mammouth.
En 1996, Mammouth passe sous le contrôle d'Auchan et l'hypermarché de Gramont change d'enseigne l'année suivante. En 2000, l'extension de la ligne A du métro jusqu'aux portes de l'hypermarché encourage à l'extension de la surface commerciale, qui gagne 3 600 m² pour la galerie commerciale, 2 200 m² pour l'hypermarché, tandis qu'un parking souterrain permet d'agrandir la capacité d'accueil. En 2005, Auchan Gramont est renommé Centre Commercial Occitania. L'année suivante, il passe sous le contrôle d'Altarea Cogedim, société foncière spécialisée dans les centres commerciaux. En 2009, il est renommé pour devenir l'Espace Gramont. Il compte alors 29 800 m² (13 182 m² pour l'hypermarché et 16 700 m² pour 81 boutiques), où travaillent 1020 personnes,.